# Capela de Nossa Senhora do Desterro (Arada)

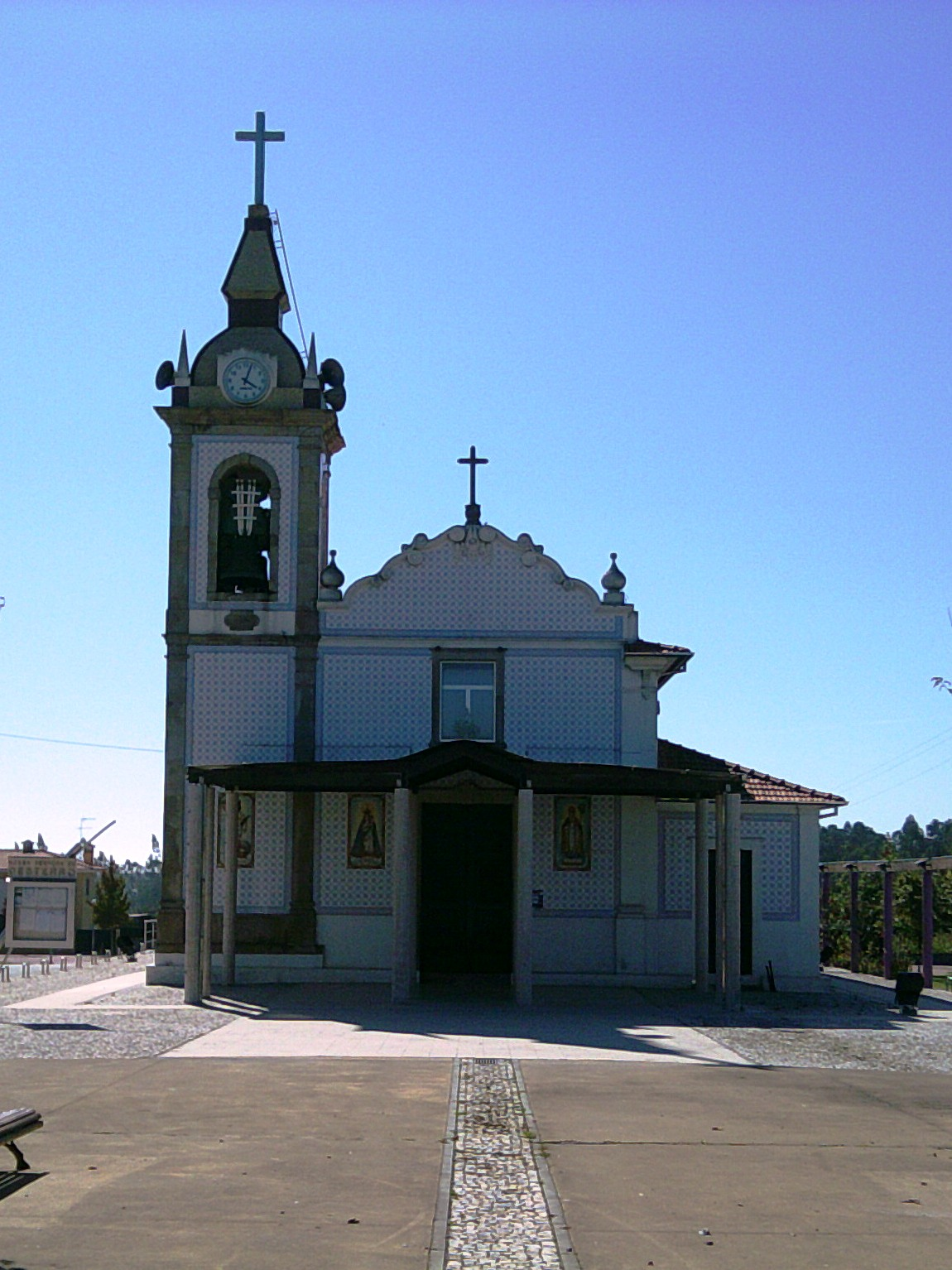
Capela de Nossa Senhora do Desterro, Arada.

A Capela de Nossa Senhora do Desterro localiza-se em Pedreira, na povoação de Arada, na atual freguesia de Ovar, São João, Arada e São Vicente de Pereira Jusã, no Município de Ovar, Distrito de Aveiro, em Portugal.

## História
O templo remonta a 1663 conforme inscrição no seu frontispício. Foi reconstruído no século XX. A torre sineira data de 1906.
O nome de "desterro" pode estar ligado, segundo trabalho do padre Manuel Cunha, ou ao local onde a imagem apareceu, que seria completamente despovoado, ou ao desterro "a que, naquela altura, muitas pessoas estavam sujeitas, quer por motivos económicos, quer por motivos judiciais".
Destaca-se pela celebração das festas em honra da Senhora do Desterro, tradicionalmente no primeiro domingo após a Páscoa.

## A lenda de Nossa Senhora do Desterro
Reza a lenda local que, certo dia, uma imagem de Nossa Senhora apareceu em cima de um rochedo onde atualmente se encontra a capela. Essa aparição repetiu-se tantas vezes, que os habitantes decidiram venerar a imagem na Igreja Paroquial. Entretanto, no dia seguinte ao da instalação da imagem naquele templo, a imagem voltava a aparecer no primitivo local.
Diante dessa insistência, os habitantes concluíram que era vontade da Senhora ser ali venerada. Tentaram então erguer o templo com pedra extraída da pedreira, mas não houve maneira de vencer a dureza do material. Então, por milagre, a pedra apareceu toda partida, permitindo assim a construção de uma pequena ermida.

## Características
Internamente apresenta nave de planta longitudinal, capela-mor, sacristia e anexos.
Destacam-se três imagens da Senhora do Desterro: uma grande, que sai na Procissão, outra, em madeira, que é dada a beijar por alturas da festa, e outra em madeira, num nicho. Nesta Capela estão ainda as imagens da Senhora da Conceição, da Senhora de Fátima, de São Brás, da Sagrada Família, entre outras.
No exterior destacam-se diversos paineis de azulejos.

## Galeria

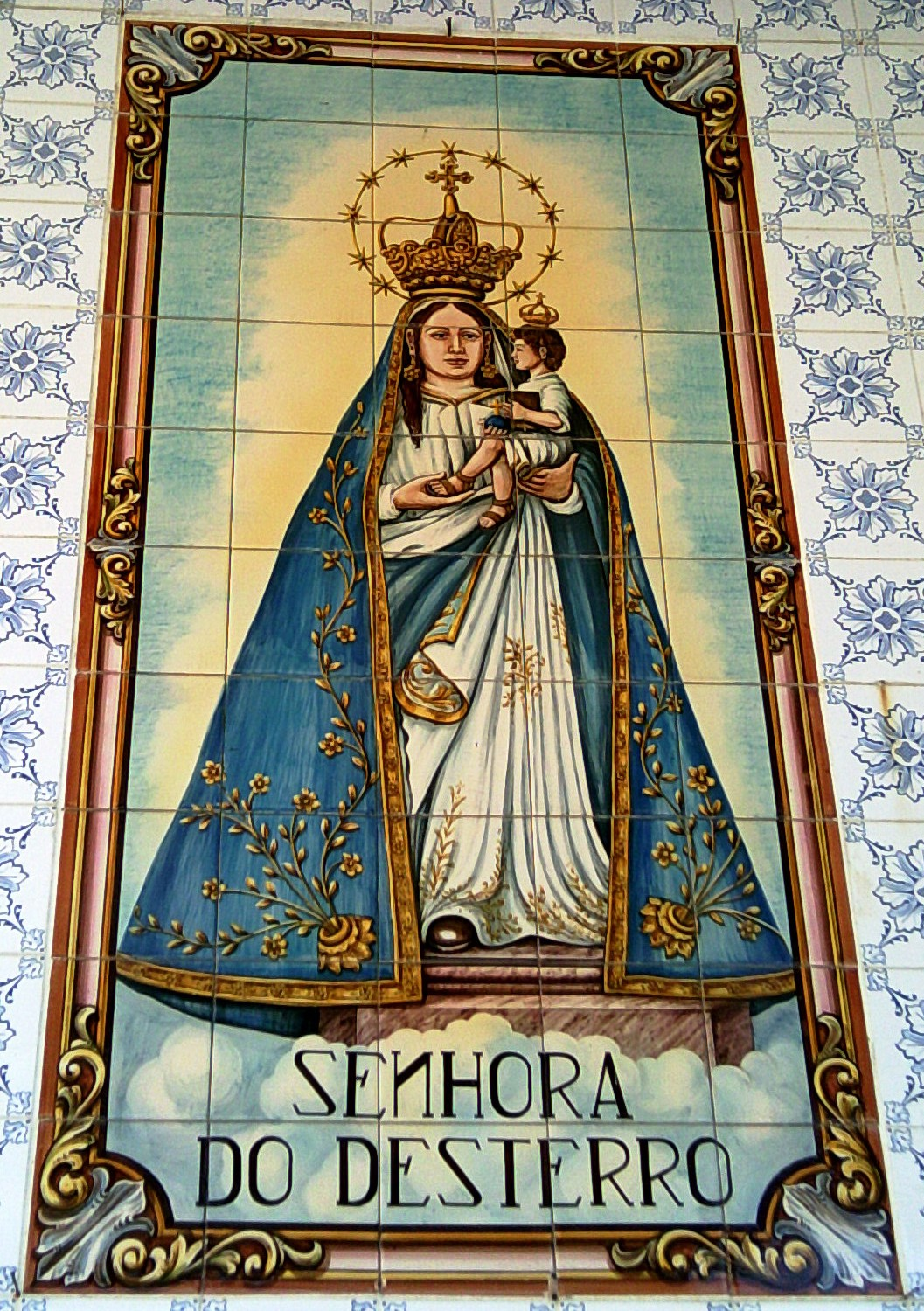
Nossa Senhora do Desterro
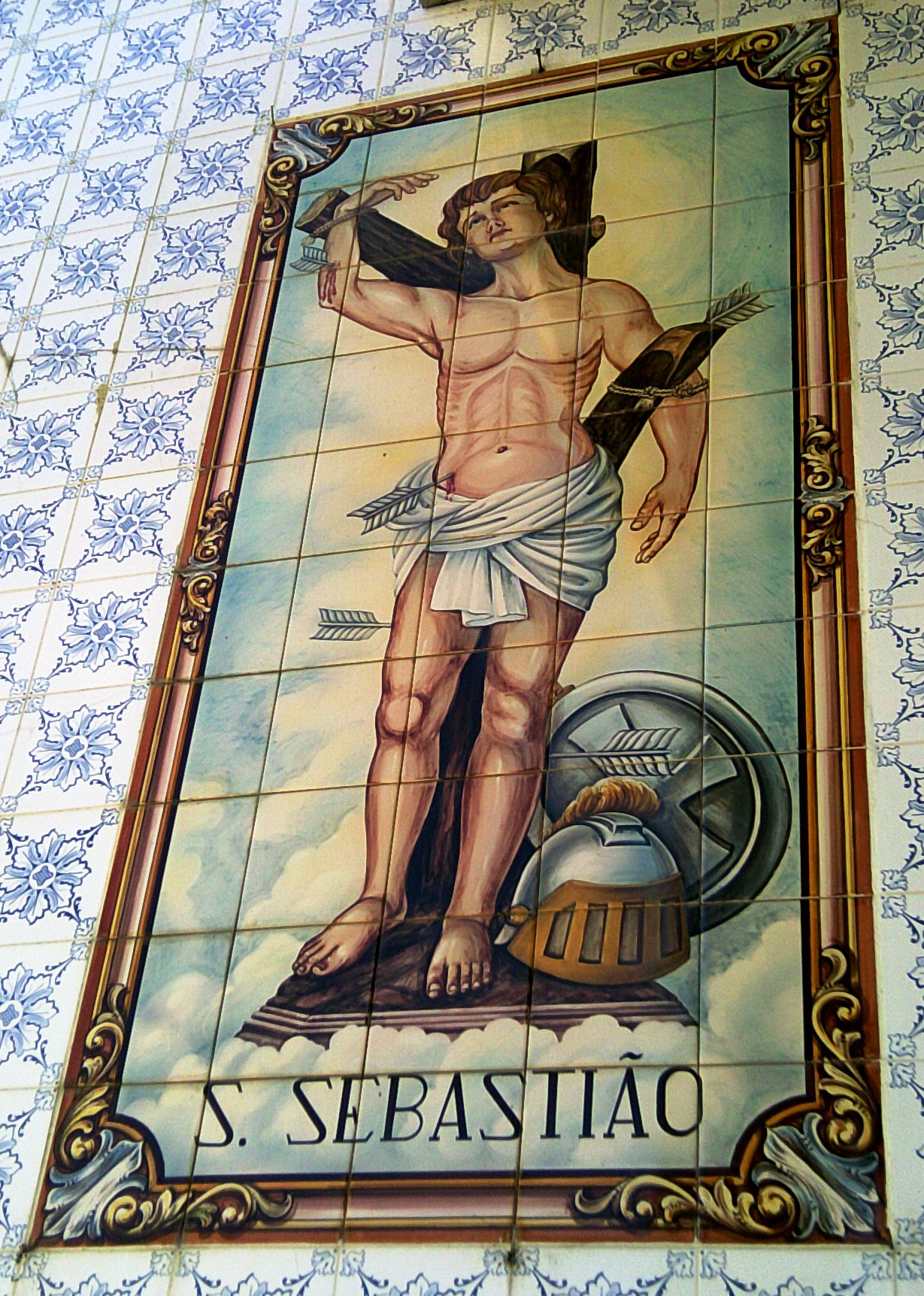
São Sebastião
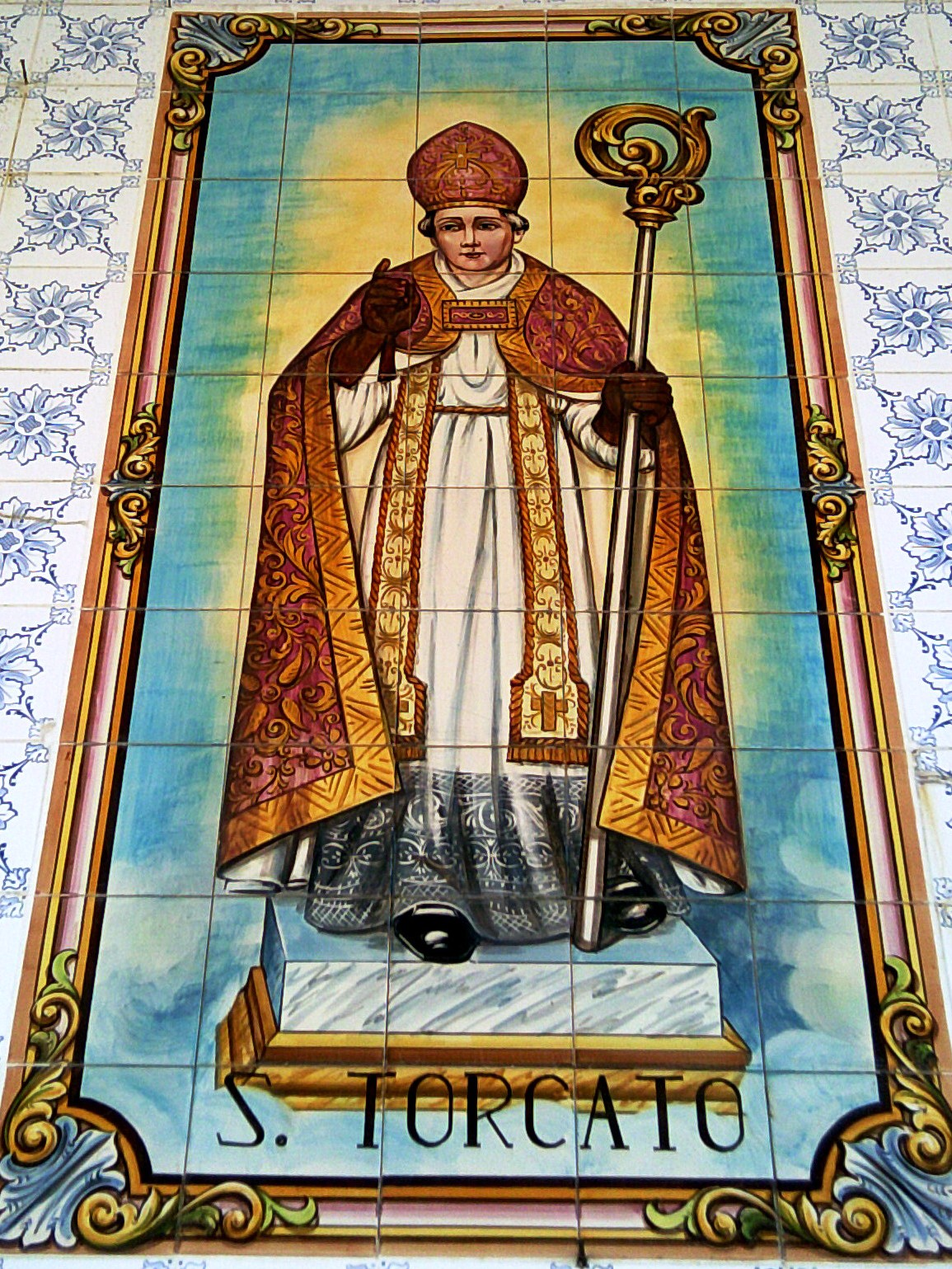
São Torquato